# Capellen-Gare
Capellen-Gare – mała miejscowość (lieu-dit) w południowo-zachodnim Luksemburgu, w gminie Mamer, w kantonie Capellen. Do 3 października 2015 leżała w dystrykcie Luksemburg.